# Aqueduc de l'Aqua Virgo
L'aqueduc de l'Aqua Virgo (en latin : Aqua Virgo) est le sixième aqueduc de Rome, inauguré par Agrippa en 19 av. J.-C.

## Histoire
Durant le principat d'Auguste, sous le consulat de Caius Sentius Saturninus et Quintus Lucretius Vespillo, Agrippa, treize ans après avoir bâti l'aqueduc de l'Aqua Julia, fait construire un nouvel aqueduc. Il est inauguré aux ides de juin (13 juin) de cette même année 19 av. J.-C..
Le nom de l’aqueduc proviendrait du fait qu’une jeune fille aurait indiqué la source aux soldats qui cherchaient de l'eau selon Frontin, mais il est plus vraisemblable que le nom vienne du fait que l’eau est très pure.
Martial, un poète contemporain de Frontin, laisse entendre que l'Arc de Claude, qui supporte l'aqueduc sur le Champ de Mars, souffre d'une étanchéité loin d'être parfaite :

« Sous la porte voisine du portique d'Agrippa, à l'endroit où le pavé glissant est arrosé d'une pluie incessante, un fragment de cette eau glacée par l'hiver tomba sur la gorge d'un jeune homme qui entrait dans ce temple humide ; après avoir précipité les tristes destins du malheureux, le poignard amolli s'est fondu dans la plaie brûlante qu'il avait faite. Quels jeux cruels n'a-t-on pas à redouter de la fortune ? Où la mort n'est-elle point, si l'eau peut aussi nous égorger ? »

— Martial, Épigrammes, IV, 18 (trad. Verger, Dubois et Mangeart)
Une restauration a lieu sous Constantin Ier. Les Ostrogoths auraient tenté, lors du siège de 537, d'utiliser son canal souterrain comme passage dans la ville. En 1453, le pape Nicolas V le reconstitue et l’aqueduc atteint la fontaine de Trevi. De nouveau réparé par le pape Sixte IV, il est complètement reconstruit par Pie V en 1571. Ses successeurs, et particulièrement Grégoire XIII construisent nombre de fontaines alimentées par cet aqueduc. 
L'aqueduc est constamment restauré et il alimente toujours la fontaine de Trevi et la fontaine de la Barcaccia à la Place d'Espagne et la Fontaine des Quatre-Fleuves à la Piazza Navona.

## Description

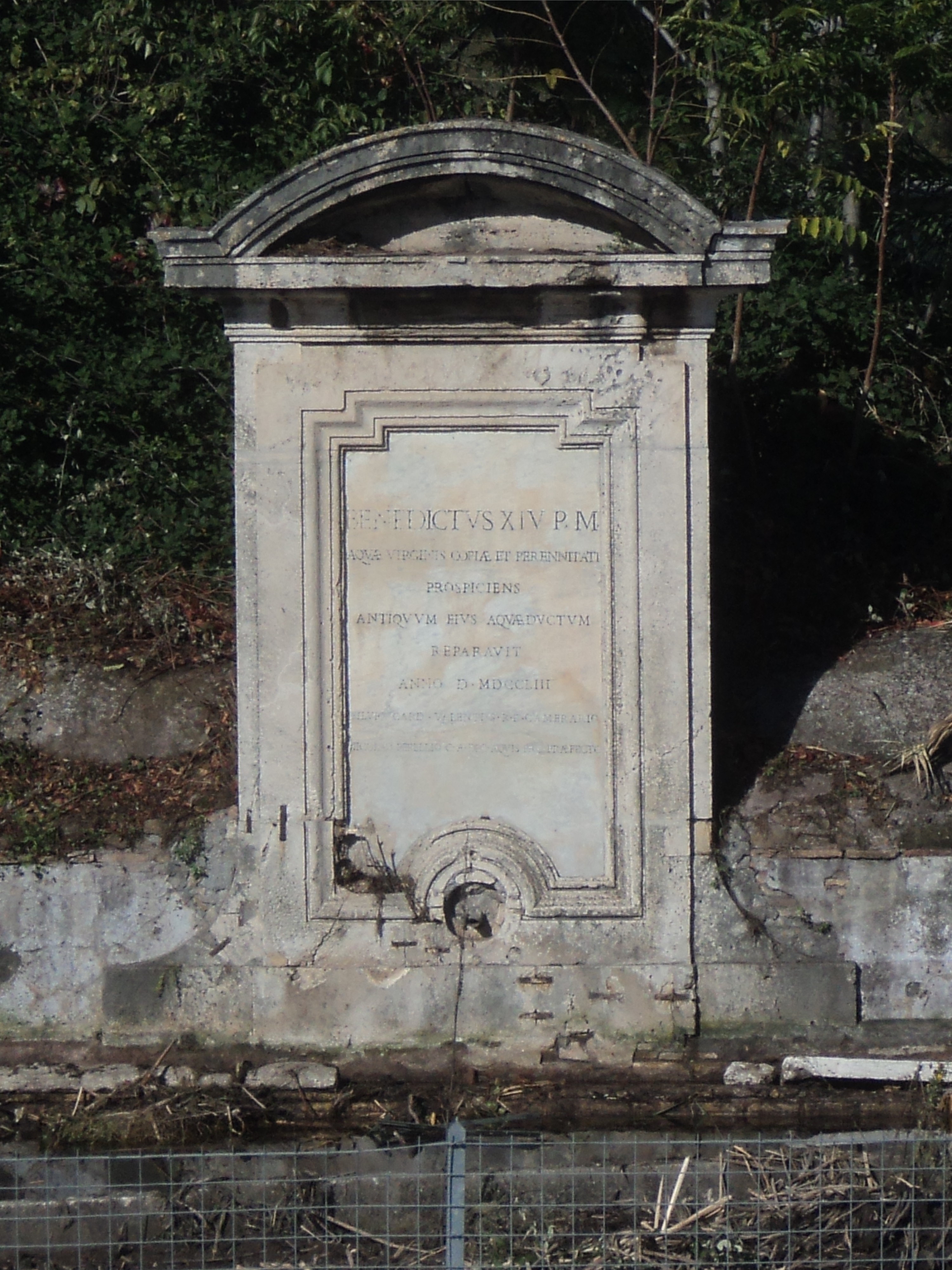
Vieille fontaine de l'aqueduc.

L'aqueduc suit la Voie Collatine, qui joint Rome à Collatie, puis quitte cette voie qui atteint Rome à la Porte Majeure pour en faire le tour par le nord et joindre la Ville du côté du Pincio et de la Via Flaminia. Il est long de 14 105 pas (20,9 km), dont 12 865 pas (19,1 km) en canaux souterrains, et seulement 1 240 (1,8 km) sur arches à l’arrivée sur Rome par le Pincius, dont 540 (800 m) en substructions et 700 (1 km) arcades.
La différence d’altitude entre le départ et l’arrivée, 4 mètres, et l’altitude faible de l’aqueduc, environ 10,43 mètres, rend impossible le fait qu’il puisse fournir les hauts quartiers de Rome. Il est le septième des aqueducs de Rome par sa hauteur, car pris dans les champs voisins de Rome, à l'époque de Frontin, donc sans compter l'aqueduc de l'Aqua Traiana et l'aqueduc de l'Aqua Alexandrina.[pas clair]

## Fonction

### Usage
L'aqueduc est utilisé pour l’approvisionnement du Champ de Mars et particulièrement pour l’étang d’Agrippa et les thermes d'Agrippa. Cet aqueduc n'a pas de réservoirs.
À l’époque de Claude sont ajoutées des arches qui traversent le Champ de Mars et franchissent ensuite la Voie Latine par l’arc de Claude, monumentale voûte qui célèbre la conquête de la Bretagne, dont l'étanchéité n'est pas parfaite.
L'eau est inscrite dans les règlements à l'époque de Frontin pour un peu moins de 752 quinaires (31 000 m³/j), quantité qui n'a pu être constatée à la tête de l'aqueduc car l'aqueduc recueille plusieurs eaux successivement, mais l'administrateur principal des eaux de Rome a calculé 2 504 quinaires (104 000 m³/j) hors de Rome où l'eau a un cours rapide. Frontin trouve exactement une distribution égale à ce qu'il a mesuré.

### Distribution
Hors de la ville, 200 quinaires (8 000 m³/j) sont distribués.
L'aqueduc fournit aussi 2304 quinaires (96 000 m³/j) pour les régions VI, IX et XIV au moyen de 18 châteaux d'eau : 
- 549 quinaires (23 000 m³/j ; 24 %) sont réservés à l'empereur[a 6] ;
- 338 quinaires (14 000 m³/j ; 15 %) pour les particuliers[a 6] ;
- 1417 quinaires (59 000 m³/j ; 62 %) pour les usages publics[a 6], dont :
  - 1330 quinaires (55 000 m³/j ; 58 %) pour 16 ateliers publics[a 6] ;
  - 26 quinaires (1 000 m³/j ; 1 %) pour 2 lieux de spectacle[a 6] ;
  - 61 quinaires (3 000 m³/j ; 3 %) pour 25 bassins[a 6] ;